# Augusto Junquera
Augusto Junquera y Lavín (Oviedo, 1869- abril de 1942) fue un pintor asturiano. Hijo de Valentín Junquera Plá (1833-1898) y de Brígida Lavín, por línea paterna era nieto de Sandalio Junquera-Huergo y Pérez de la Sala y de su sobrina Felipa Neri Plá y Junquera.

## Biografía
Estudió en la Escuela de Artes y Oficios de Oviedo, de 1886 a 1889. En 1897 fue becado para asistir a la Escuela de San Fernando en Madrid, donde permaneció hasta 1902, logrando diversos diplomas al mérito. En 1901 se presentó a la Exposición Nacional, aportando el lienzo Una aldea asturiana. También aportó obras en las ediciones de 1904: Retrato de señora, El coplero y En el llagar; 1906: En el asilo y 1910: La cuna, Enseñar al que no sabe (retrato de Domingo Fernández Vinjoy, propiedad de Cajastur) y Un retrato. De carácter tímido, Paulino Vicente dijo de él: "Junquera era lo que se llama un pintor completo, que es mucho decir. Cultivó con éxito magnífico el paisaje, el retrato y el cuadro de composición. Era un espíritu eminentemente contemplativo: todo retina e imaginación".
En 1917 obtuvo plaza en un Instituto de Enseñanza Media en Oviedo, jubilándose en 1939. En el Instituto coincidió con Paulino Vicente, Nicolás Soria, Eugenio Tamayo y con José Pérez Jiménez. En la I Exposición de Bellas Artes de Oviedo, en 1916, presentó Retrato de Anselmo Fresno; en la II, en 1918, presentó Rincones de Oviedo y La cuna. En 1934 en la VI Bienal de Avilés exhibió los paisajes El Aramo y Castilla. En 1954 la Universidad de Oviedo organizó una muestra de sus bocetos y pinturas. En el asilo y Campesina asturiana pueden verse en el Museo de Bellas Artes de Asturias.
Su obra aparece firmada como "Junquera".

## Reconocimientos
- Mención de Honor en la Exposición Nacional de 1904
- Tercera Medalla en la Exposición Nacional de 1906 por En el asilo